# چارلز سوئینی
چارلز سوئینی (انگلیسی: Charles Sweeney; ۲۷ دسامبر ۱۹۱۹ – ۱۶ ژوئیهٔ ۲۰۰۴) خلبانی اهل ایالات متحده آمریکا بود که در جنگ جهانی دوم مرد چاق را بر روی ناگاساکی (بندر) انداخت.
وی همچنین برندهٔ جوایزی همچون نشان هوایی و ستاره نقره‌ای شده‌است.